# Lars Hartig
Pour les personnes ayant le même patronyme, voir Hartig.
Lars Hartig est un rameur allemand, né le 24 décembre 1990.

## Palmarès

### Championnats du monde
- 2010 à Karapiro,  Nouvelle-Zélande
  -  médaille d'or en quatre de couple poids légers

### Championnats d'Europe d'aviron
- 2010 à Montemor-o-Velho,  Portugal
  -  Médaille d'or en deux de couple poids légers